# Кавальери, Гаспаро
Гаспаро Кавальери (итал. Gasparo Cavalieri; 22 сентября 1648, Рим, Папская область — 17 августа 1690, там же) — итальянский кардинал. Архиепископ Капуи с 7 июля 1687 по 17 августа 1690. Кардинал-дьякон со 2 сентября 1686, с титулярной диаконией Санта-Мария-ин-Аквиро с 30 сентября 1686 по 17 мая 1688. Кардинал-дьякон c титулярной диаконией Сан-Джорджо-ин-Велабро с 17 мая 1688 по 28 ноября 1689. Кардинал-дьякон c титулярной диаконией Сант-Анджело-ин-Пескерия с 28 ноября 1689 по 17 августа 1690.